# فونفشتتن
فونفشتتن (به آلمانی: Fünfstetten) یک شهر در آلمان است که در دناو-ریس واقع شده‌است.